# Bois-Sainte-Marie
Bois-Sainte-Marie – miejscowość i gmina we Francji, w regionie Burgundia-Franche-Comté, w departamencie Saona i Loara.
Według danych na rok 1990 gminę zamieszkiwało 228 osób, a gęstość zaludnienia wynosiła 85 osób/km² (wśród 2044 gmin Burgundii Bois-Sainte-Marie plasuje się na 684. miejscu pod względem liczby ludności, natomiast pod względem powierzchni na miejscu 1344.).